# Crescent (Amtrak)
Pour les articles homonymes, voir Crescent.
Le Crescent est un train de voyageurs exploité par Amtrak reliant quotidiennement la Pennsylvania Station de New York à l'Union Passenger Terminal à La Nouvelle-Orléans via Birmingham, Atlanta et Charlotte le tout en suivant un itinéraire d'une longueur de 2 216 km.
Ce train circule sur une grande partie de son trajet sur des voies appartenant à la Norfolk Southern. Il est le successeur de nombreux trains datant pour certains de 1891 et a été introduit pour la première fois sous sa forme actuelle en 1970 par le prédécesseur de la Norfolk Southern, la Southern Railway.
Le Crescent traverse 12 États et le District de Columbia, plus que tous les itinéraires d'Amtrak. C'est également la troisième route la plus longue de l'est des États-Unis derrière les 2 trains du Silver Service , le Silver Meteor et le Silver star.
Au cours de l'année 2018, le Crescent a transporté 274 807 passagers soit 6,2% de plus qu'en 2017. Il a par ailleurs engendré 29 505 818 $ de chiffres d'affaires au cours de l'année 2016, soit 5,8% de moins qu'en 2015.

## Histoire

### XIXesiècle
Dans les années 1870, la Richmond and Danville Railroad (R&D) - le prédécesseur de la Southern Railway - a établi la Piedmont Air Line Route, qui reliait le nord-est des États-Unis à Atlanta et à la Nouvelle-Orléans via Richmond et via la route actuelle de la Norfolk Southern à travers Charlottesville et Lynchburg . Le Southern Express et le Southern Mail opéraient sur ces itinéraires en reliant les 2 extrémités de la ligne en 57 heures et 40 minutes, changement à Atlanta compris.
Le 4 janvier 1891, la R&D a lancé le Washington & Southwestern Vestibuled Limited , le premier ancêtre direct du Crescent. Il reliait à l'origine Washington DC et Atlanta. Selon la Southern Railway, il était considéré comme "un service sans pareil dans l'exhaustivité et l'élégance du détail ... offrant toutes les dernières et meilleures installations pour le confort et le plaisir de ses clients."  C'était le premier train à destination du sud des États-Unis circulant toute l'année avec l' équipement dit vestibule, c'est-à-dire avec une porte de chaque des voitures pour limiter le bruits. Il était connu dans la culture populaire comme le Vestibule. Parmi ses équipements se trouvaient " des voitures-lits équipées de salons et de cabines, des voitures-restaurants, des voitures fumeurs, une voiture bibliothèque et des voitures-dômes. "De nombreux passagers passaient le temps à marcher simplement entre les voitures" juste pour profiter de l'expérience inhabituelle de pouvoir le faire sans se faire sauter le chapeau".
L'itinéraire Washington DC - Atlanta a été prolongé au sud jusqu'à Montgomery puis jusqu'à La Nouvelle-Orléans via Mobile sur une voie appartenant à la Louisville and Nashville Railroad. La route sera aussi étendue avant 1910 jusqu'à Jersey City dans l'agglomération de New York en utilisant les voies de la Pennsylvania Railroad et en fusionnant avec le Congressional limited à Washington D.C. La durée du trajet de New York à La Nouvelle-Orléans était de 40 heures. En raison de la popularité de ce servise, le Vestibule est devenu un train à part entière de New York à La Nouvelle-Orléans. C'est aussi sur ce train qu'à circulé la première Voiture-restaurant entre New York et La Nouvelle-Orléans
La popularité du nouveau train n'a pas été suffisante pour empêcher la R&D d'être mise sous séquestre en 1892. Deux ans plus tard, la R&D a fusionné avec cinq autres chemins de fer pour former la Southern Railway Company. Sous la propriété du Sud, le train s'appelait initialement Washington & Southwestern Limited en direction sud et New York Limited en direction nord.
La popularité du Vestibule n'a pas été suffisante pour empêcher la liquidation de la R&D en 1892. Deux ans plus tard, la R&D a fusionné avec 5 autres compagnies pour former la Southern Railway Company. Le Vestibule a donc été renommé le Washington & Southwestern Limited en direction sud et New York Limited en direction nord.

### Début duXXesiècle
En 1906 le train est rebaptisé le New York & New Orleans Limited  et est équipé d'une voiture d'observation et de "club-cars".
Le Southern Railway et le Southern Pacific ont discuté de la possibilité de créer un train qui relierait Washington D.C  à Los Angeles via la Nouvelle Orléans ce qui aurait été le premier train de passagers véritablement transcontinental . L'idée n'a jamais abouti, mais de 1993-2005, le Sunset Limited était un train transcontinental qui reliait Orlando, en Floride  à Los Angeles.
Selon l'historien des chemins de fer Mike Schafer :
En 1925, le train est rééquipé et rebaptisé Crescent Limited , un véritable train de luxe entièrement équipée de voitures Pullman [..] En 1938, le nom devient simplement le Crescent . Il a commencé à être tracté par une locomotive diesel en 1941 puis a été équipé d'engin profilé en 1949. Le Crescent a également transporté les voitures (d'un océan à l'autre) de la "Washington-Sunset Route" en conjonction avec la Southern Pacific west of New Orleans to Los Angeles

### Moitié duXXesiècle
Pendant l'entre-deux-guerres, le Crescent, comme les autres grands trains du Sud, était propulsé au sud de Washington par les célèbres locomotives Ps-4 de classe 4-6-2 («Pacific»). Après la Seconde Guerre mondiale, il a été propulsé par des locomotives E-8 ou des FP-7 pouvant être couplées à des locomotives sans cabine de conduite (B unit)  produites par la division EMD (Electro-Motive Motors) de General  Motors. Les ensembles de propulsion allaient de deux à cinq éléments (soit une puissance totale pouvant aller de 3,000 à 9,000 chevaux ou de 2,200 à 6,700 kW).
En 1952, les 1355 kilomètres entre Atlanta et New York étaient effectués en 32h55. Les passagers quittant la Nouvelle-Orléans arrivaient à Atlanta juste après l'heure du déjeuner et à Charlotte, en Caroline du Nord, en début de soirée. À Charlotte, les trains en direction du nord devenaient  «tout- Pullman », et limited, c'est-à-dire avec peu d'arrêts intermédiaires. Le train ne transportait que des voitures-lits. Il s'arrêtait uniquement pour débarquer des passagers et n'embarquait que les passagers à destination du nord de Washington. L'arrivée à Washington était vers 4 heures du matin, mais une voiture-lits y était découplée et les passagers pouvaient dormir jusqu'à une heure plus raisonnable. La Pennsylvania Railroad transportait alors le reste du train au nord de Washington dans le cadre d'un accord de transport de longue date, arrivant à New York dans la matinée.
Les départs en direction du sud quittaient Washington en début de soirée (Le train avait précédemment quitté New York en milieu d'après-midi). Le train était composé entièrement en Pullman de Washington et arrivait le lendemain matin à Atlanta. Bien que le train transportait des wagons équipés de sièges (et fasse donc plus d'arrêts) entre Atlanta et la Nouvelle-Orléans, il arrivait en début de soirée à La Nouvelle-Orléans pour se connecter avec le Sunset Limited pour le Texas et la Californie. Le Crescent a parfois échangé une voiture-lit avec le Sunset, créant un service Pullman transcontinental dans lequel le logement d'un passager allait de New York (ou Washington) à Los Angeles.
À mesure que les services ferroviaires de transport de passagers perdaient du terrain sur la voiture, le Crescent en direction nord a été combiné avec le Peach Queen , avec des voitures équipées de sièges inclinables effectuant le trajet Atlanta-New York. Le Crescent en direction sud a été combiné avec l'Asheville Special et l'Augusta Special, avec des voitures équipées de sièges inclinables effectuant le trajet New York-Charlotte. Il a également transporté des voitures "à vide" à Atlanta pour le retour au nord sur le Crescent.

### Fin duXXesiècle

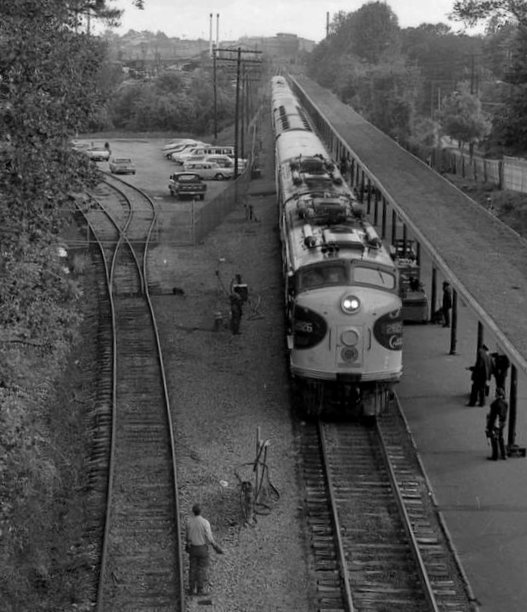
Le Southern Crescent à Atlanta en 1974

En 1970, les partenaires ferroviaires de la Southern Railway ont cherché à interrompre les services de transports de passagers, la Southern Railway a alors fusionné ses deux trajets New York-Nouvelle-Orléans restants, le Crescent original et le Southerner , ce dernier ayant été renommée le Southern Crescent. Les deux trains avaient généralement partagé le même itinéraire de New York à Atlanta , mais divergeaient entre Atlanta et la Nouvelle-Orléans. Le Crescent empruntait une route côtière appartenant à la Atlanta et West Point Railroad, à la Western Railway of Alabama et à la Louisville et Nashville Railroad entre la Nouvelle-Orléans et Atlanta via Mobile et Montgomery ; Le Southerner roulait quant-à-lui plus à l'intérieur des terres pour circuler exclusivement sur la voie ferrée de la Southern Railway  à travers Birmingham. Pour le train combiné, la Southern Railway a déplacé le train vers la route de Birmingham au lieu de la route de Mobile. Bien que la route passant par Birmingham était légèrement moins directe que la route  côtière passant par Mobile et Montgomery, elle offrait à Southern Railway la possibilité d'avoir le train exclusivement sur son propre droit de passage entre Washington et la Nouvelle-Orléans, et permettait également à la Southern Railway de maintenir ses normes de service aux passagers notamment en termes de ponctualité. Le train était numéroté 1 en direction sud et 2 en direction nord. La Penn Central transporté le Southern Crescent entre Washington et New York le long du Northeast Corridor, héritant de l'accord de longue date passé avec la Pennsylvania Railroad. Pendant la majeure partie des années 1970, le Crescent a été doublé par le Piedmont Limited , un ancien train New York-La Nouvelle-Orléans qui avait été réduit à un service régional Atlanta-Washington puis plus tard à Charlotte-Washington et Salisbury -Washington.
Pendant ce temps, l'Atlanta et West Point Railroad et la  Louisville et Nashville Railroad  ont continué à faire rouler le Crescent entre Atlanta et la Nouvelle-Orléans. Chaque matin, le Crescent et le Southern Crescent partent d'Atlanta pour la Nouvelle-Orléans par différents itinéraires. Après novembre 1968, le Crescent était un train uniquement équipé de sièges inclinable auquel s'ajouté deux wagons de stockage du courrier. Avec l'arrêt du Humming Bird le 9 janvier 1969, il a été exploité combiné avec le Pan-American au sud de Montgomery, quittant Atlanta à 19h15 sur l'ancien horaire de Piedmont Limited . En 1970, le contrat postal ayant été annulé, le Crescent a été stoppé.
La Southern Railway, un prédécesseur de la Norfolk Southern, s'est d'abord retiré d'Amtrak en 1971. Après le 1er mai 1971, Amtrak a hérité de la plupart des services de passagers de la Penn Central, y compris l'accord de transport pour le Southern Crescent . Pendant une partie du milieu des années 1970, la Southern Railway n'a opéré le Southern Crescent que 3 fois par semaine entre Atlanta et la Nouvelle-Orléans, et a transporté une voitures Amtrak  ces jours-là pour se connecter au Sunset Limited . À l'occasion, lorsque  Southern Railway estimait qu'une voiture Amtrak n'était pas aux normes de son réseau, il la remplaçait par une de ses voitures. En outre, l'un des deux voitures dôme de la flotte de la Southern Railway a été ajouté pour l'étape au sud d'Atlanta.
Le Southern Crescent était l'un des deux derniers services de transport de passagers longue distance privés aux États-Unis, l'autre étant le Rio Grande Zephyr . Cependant, les pertes de revenus croissantes et les dépenses de remplacement de l'équipement ont forcé la Southern Railway à arrêter le transport de passagers et à remettre le service à Amtrak le 1er février 1979. Amtrak a simplifié le nom en Crescent , le renumérotant 19 vers le sud et 20 vers le nord, bien que pendant plusieurs années le Sud lui ait attribué les numéros d'exploitation 819 et 820.

### XXIesiècle

Le Crescent dans le Mississippi en 2010

Dans sa forme actuelle, le crescent a destination de La Nouvelle-Orléans quitte New York en milieu d'après-midi et Washington D.C en début de soirée, en passant par la Caroline du Nord et du sud pendant la nuit pour arriver à l'heure du petit-déjeuner à Atlanta, à l'heure du déjeuner et en début de soirée à la Nouvelle-Orléans. Les trains en direction de New York quittent la Nouvelle-Orléans à l'heure du petit-déjeuner, en passant par Atlanta à l'heure du dîner, la Caroline du Nord et du sud pendant la nuit pour arriver à la fin des heures de pointe le lendemain à Washington D.C, le déjeuner à Philadelphie et en début d'après-midi à New York.
Lorsque l'ouragan Katrina a frappé la Louisiane , le Mississippi et l'Alabama en août 2005, le crescent a vu son terminus sud ramené temporairement à Atlanta. Le service a d'abord été rétabli jusqu'à Meridian pour laisser le temps aux équipes de la Norfolk Southern de réparer les dommages causés à leurs lignes desservant la côte du Golfe. Amtrak a rétabli le service vers la Nouvelle-Orléans le 9 octobre 2005 avec le départ du Crescent en direction du nord à 7 h 05, la première arrivée en provenance du nord a eu lieu plus tard dans la journée.
Dans le numéro de janvier 2011 du magazine Trains, cet itinéraire était l'un des cinq qui était examinés par Amtrak au cours de l'exercice 2011 pour effectuer des améliorations de performance.
Au cours de l'été 2017, le train a vu son terminus Nord ramené à Washington au lieu de New York en raison de travaux de voie à destination de New York.
À partir du 1er octobre 2019, les services de voiture-restaurant traditionnels (Avec repas préparés à bord du train) ont été supprimés et remplacés par un menu réduit appelés  "repas flexibles''. En conséquence, les modifications apportées à la composition du train permettront à la voiture-restaurant de servir de voiture-salon à l'usage exclusif des passagers des voitures-lits.

## Route
Les lignes utilisées faisaient partie des réseaux de Pennsylvania Railroad ; Richmond, Fredericksburg and Potomac Railroad ; et Southern Railway. Elles appartiennent maintenant à Amtrak, CSX Transportation et Norfolk Southern Railway. Les lignes suivantes sont en utilisation :
- Nord de Washington, D.C. : Pennsylvania Railroad, maintenant Amtrak
- Washington à Alexandria (Virginie) : Richmond, Fredericksburg and Potomac Railroad, maintenant CSX
- Alexandria à Danville (Virginie) : Virginia Midland Railway (ex-Southern Railway), maintenant Norfolk Southern
- Danville à Greensboro (Caroline du Nord) : Piedmont Air-Line Railway (ex-Southern Railway), maintenant NS
- Greensboro à Charlotte (Caroline du Nord) : North Carolina Railroad (ex-Southern Railway), maintenant NS
- Charlotte à Atlanta (Georgie) : Atlanta and Charlotte Air-Line Railway (ex-Southern Railway), maintenant NS
- Atlanta à Birmingham (Alabama) : Georgia Pacific Railway (ex-Southern Railway), maintenant NS
- Gare et lignes adjacentes à Birmingham : Louisville and Nashville Railroad, maintenant CSX
- Birmingham à Meridian (Mississippi) : Alabama Great Southern Railroad (ex-Southern Railway), maintenant NS
- Meridian à La Nouvelle-Orléans (Louisiane) : New Orleans and Northeastern Railroad (ex-Southern Railway), maintenant NS

Comme les autres trains longue distance, les passagers ne sont pas autorisés à voyager uniquement entre les gares du corridor nord-est. Les trains en direction est ne s'arrêtent que pour décharger les passagers et les trains en direction ouest s'arrêtent uniquement pour recevoir des passagers. Cette politique vise à garder des sièges disponibles pour les passagers effectuant des voyages plus longs; les passagers voyageant entre les gares du Northeast Corridor peuvent utiliser les services plus fréquents comme l'Acela Express ou le Northeast Regional .

## Composition
Un train crescent se compose généralement de :
- 2 locomotives GE P42DC au sud de Washington D.C ou 1 Siemens ACS-64
- 3 ou 4 voitures équipées de sièges inclinables de types Amfleet
- 1 voitures-salon de type Amfleet
- 1 voiture restaurant de type Viwliner
- 2 voitures lits de type Viewliner
- 1 fourgeon à bagages de type Viewliner

## Villes et gares desservies
| État                 | Ville               | Gare                              |
| -------------------- | ------------------- | --------------------------------- |
| New York             | New York            | Pennsylvania Station              |
| New Jersey           | Newark              | Pennsylvania Station              |
| New Jersey           | Trenton             | Trenton Transit Center            |
| Pennsylvanie         | Philadelphie        | 30th Street Station               |
| Delaware             | Wilmington          | Wilmington Station                |
| Maryland             | Baltimore           | Pennsylvania Station              |
| District de Columbia | Washington DC       | Union Station                     |
| Virginie             | Alexandria          | Union Station                     |
| Virginie             | Manassas            | Manassas Station                  |
| Virginie             | Culpeper            | Culpeper Station                  |
| Virginie             | Charlottesville     | Union Station                     |
| Virginie             | Lynchburg           | Lynchburg – Kemper Street Station |
| Virginie             | Danville            | Danville Station                  |
| Caroline du Nord     | Greensboro          | Greensboro Station                |
| Caroline du Nord     | High Point          | High Point Station                |
| Caroline du Nord     | Salisbury           | Salisbury Station                 |
| Caroline du Nord     | Charlotte           | Charlotte Station                 |
| Caroline du Nord     | Gastonia            | Gastonia Station                  |
| Caroline du Sud      | Spartanburg         | Spartanburg Station               |
| Caroline du Sud      | Greenville          | Greenville Station                |
| Caroline du Sud      | Clemson             | Clemson Station                   |
| Géorgie              | Toccoa              | Toccoa Station                    |
| Géorgie              | Grainesville        | Grainesville Station              |
| Géorgie              | Atlanta             | Peachtree Station                 |
| Alabama              | Anniston            | Anniston Station                  |
| Alabama              | Birmingham          | Birmingham Station                |
| Alabama              | Tuscaloosa          | Tuscaloosa Station                |
| Mississippi          | Meridian            | Meridian Station                  |
| Mississippi          | Laurel              | Toccoa Station                    |
| Mississippi          | Hattiesburg         | Hattiesburg Station               |
| Mississippi          | Picayune            | Picayune Station                  |
| Louisiane            | Slidell             | Slidell Station                   |
| Louisiane            | La Nouvelle-Orléans | Union Passenger Terminal          |

## Culture populaire
- Southern Crescent est mentionné dans la chanson « Driver 8 » de R.E.M..